# Desa Tanggung (administrativ by i Indonesien, lat -8,13, long 111,89)
Desa Tanggung är en administrativ by i Indonesien.   Den ligger i provinsen Jawa Timur, i den västra delen av landet, 600 km öster om huvudstaden Jakarta.